# 日本の名曲 世界の名曲 人生、歌がある
『日本の名曲 世界の名曲 人生、歌がある』（にっぽんのめいきょく、せかいのめいきょく、じんせいうたがある）は、2019年4月3日から2020年3月18日までBS朝日で、毎週水曜日の19:00 - 20:54（JST）に放送されていた、演歌・歌謡曲・ポップスなど多ジャンルの歌を取り上げる音楽・歌番組である。
前番組は『日本の名曲 人生、歌がある』であり、リニューアルして当番組が誕生した。

## 概要
歌手の布施明が司会となり、毎回10組程度の歌手が登場し日本・世界の名曲を披露する番組である。
コーナーで分かれていて、出演歌手が自信のある曲を披露する「今夜のどうだ！」と、歌手界に燦然と輝く歌手或いは作詞家・作曲家を取り上げ、その回のゲスト歌手が関連ある曲を歌っていく「TRIBUTE TIME」。そして新曲やダイナミックな歌を紹介する「喝采をどうぞ」、当番組にリニューアルされて出来た新コーナーとして今一押しの歌手(主にテレビではあまり取り上げられないジャンルの歌手)を紹介し歌を披露してもらう「今夜の布施推し」（2019年4月3日〜5月8日は「今夜のいち推し」）の3つに分かれている。
2020年4月4日からは『人生、歌がある』（ショーホスト：西田ひかる）として土曜19:00 - 20:54に放送移動。

## ショー・ホスト（メイン司会）
- 布施明

当初は4月から担当する予定であったが、声帯ポリープの為5月収録のものから出演予定であり現在は回復である。7月からフル出演。
その為代理司会が存在する。

## 休止の備考
- 2019年5月1日は『「令和」新時代スペシャル 新天皇陛下と新皇后雅子さま 〜美智子さまから受け継がれる思い〜』のため休止。
- 『スーパーベースボール』
  - 2019年5月29日はセ・リーグ公式戦「タイガース×ジャイアンツ 〜阪神甲子園球場」（解説：真弓明信）のため休止。
  - 2019年6月5日はセ・パ交流戦「イーグルス×ジャイアンツ 〜楽天生命パーク宮城」（解説：井端弘和）のため休止。
  - 2019年6月12日はセ・パ交流戦「ホークス×タイガース 〜ヤフオクドーム」（解説：関本賢太郎）のため休止。
  - 2019年7月10日はセ・リーグ公式戦「タイガース×ジャイアンツ 〜阪神甲子園球場」（解説：桧山進次郎）のため休止。
  - 2020年3月11日はオープン戦（無観客試合）「ホークス×ジャイアンツ 〜ペイペイドーム」（解説：前田智徳、摂津正）のため休止。
  - 2020年3月25日はパ・リーグ練習試合「ファイターズ×イーグルス 〜札幌ドーム」（解説：黒木知宏）のため休止。
- 2019年7月17日は『2019世界水泳・光州 アーティスティックスイミング決勝・ソロフリー』（解説：小谷実可子）のため休止。
- 2019年10月30日は『2019/2020 ISUグランプリシリーズ・カナダ 男女フリー』（解説：荒川静香、織田信成）のため休止。
- 2020年1月1日は『報道ステーションpresents 南の島で水中探検家が発見 日本最大級の水中鍾乳洞』のため休止。

## スタッフ
- 構成：疋田拓、中蒔洋
- 題字：今村桃代
- 音楽：たかしまかんた
- 演奏：「人生、歌がある」バンド
- TD：富井隆浩
- 撮影：岩坂潤
- 照明：千葉聡文
- VE：宮崎義則
- 音声：実川素子
- PA：宮森真哉
- 美術プロデューサー：引馬幹晴
- デザイン：越野幸栄
- 美術進行：木村邦春
- EED：渡部諒
- MA：柴田敏幸
- 広報：田中久美香（BS朝日）
- デスク：相良美久（BS朝日）
- 照明協力：ライトコスモ
- 協力：PIXTA、レモンスタジオ
- 制作進行：田中秀史
- 制作補：三浦久範、河合亮、森山文人、柏田妙味子
- AP：長井翔子
- 演出：疋田拓（P&D）
- プロデューサー：綿貫冬樹（BS朝日）、鈴木清親（P&D）
- 制作：BS朝日、P&D